# Stenodyneriellus heterospilus
Stenodyneriellus heterospilus är en stekelart som först beskrevs av Cameron 1907.  Stenodyneriellus heterospilus ingår i släktet Stenodyneriellus och familjen Eumenidae. Inga underarter finns listade i Catalogue of Life.